# Diodella lippioides
Diodella lippioides är en måreväxtart som först beskrevs av August Heinrich Rudolf Grisebach, och fick sitt nu gällande namn av Attila L. Borhidi. Diodella lippioides ingår i släktet Diodella och familjen måreväxter.
Artens utbredningsområde är Kuba. Inga underarter finns listade i Catalogue of Life.